# Monumento a Luigi Canonica
Il monumento a Luigi Canonica è un'opera scultorea realizzata da Raffaele Monti posta nell'ingresso del cortile d'onore del palazzo di Brera a Milano.

## Storia e descrizione
Il monumento venne realizzato dall'Accademia di belle arti di Brera a ricordo di Luigi Canonica, architetto, che per testamento lasciò un capitale di 40.000 lire austriache per un premio da assegnare annualmente alternando tra pittura, scultura e architettura.
Già nel 1844, pochi mesi dopo la morte dell'architetto, venne aperta una sottoscrizione per la realizzazione di due monumenti, uno a Canonica e uno a Luigi Cagnola. Con annuncio del 19 maggio 1845 venne però stabilito di assegnare un premio per la scultura per la realizzazione del monumento a Canonica. Vennero presentati cinque modelli e nel 1847 venne selezionato quello di Raffaele Monti.
L'iscrizione presente sulla lapide su nove righe è A LVIGI CANONICA ARCHITETTO / CHE DI PVBLICI E PRIVATI EDIFICII CREBBE E ADORNÒ LA CITTÀ E LE PROVINCIE / VIVENTE FECE DI SE ONORE ALL'ACCADEMIA DI ARTI BELLE QVI STATVITA / IN MORTE LEGÒ AD ESSA IL VALSENTE DI ANNVO PREMIO / CVI VOLLE DETTO DAL NOME SVO / AL VINCENTE IN CONCORSO ALTERNO DI PITTVRA SCVLTVRA ED ARCHITETTVRA / GLI ACCADEMICI L'EREDE GLI AMICI ED ESTIMATORI DI LVI / AL COLLEGA BENEMERENTE ALL'ARTISTA COMMENDATISSIMO DEDICAVANO L'ANNO MDCCCLXVII.